# Robert Charbonneau
Pour les articles homonymes, voir Charbonneau.
Pour la maison d'édition franco-belge, voir Éditions de l'Arbre.
Robert Charbonneau est un  écrivain québécois né à Montréal, Québec, le 3 février 1911 et décédé le 26 juin 1967 à Saint-Jovite, Québec.

## Biographie

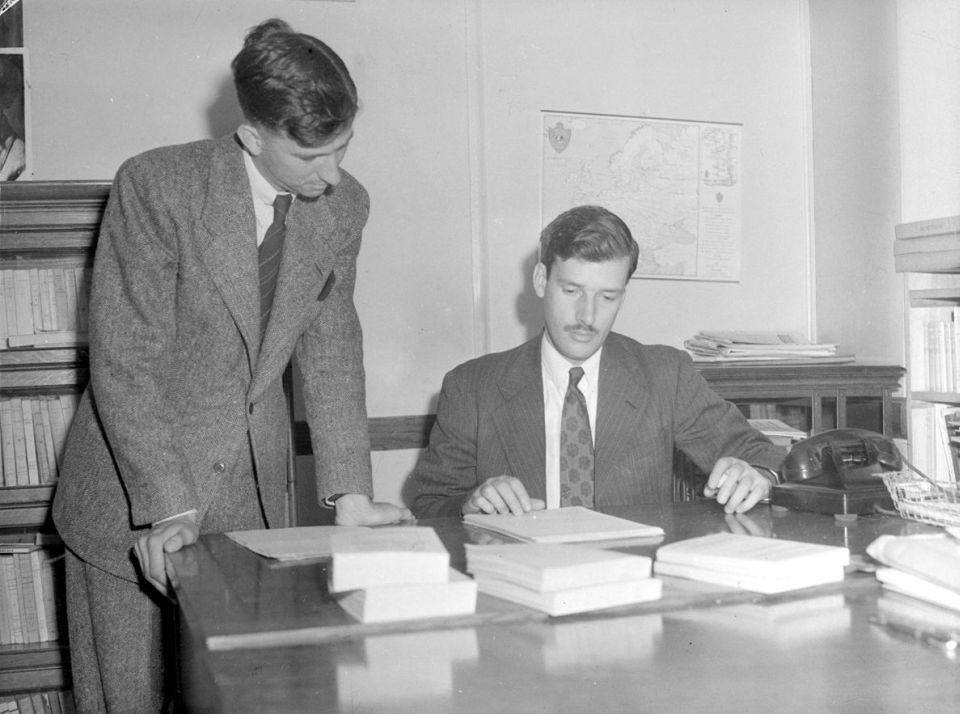
Robert Charbonneau (debout) avec Claude Hurtubise dans un bureau des Éditions de l'Arbre situé rue Saint-Jacques Ouest à Montréal

Robert Charbonneau est un journaliste et écrivain de langue française. Il suit ses études classiques au Collège Sainte-Marie et est bachelier en 1933. Étudiant à l'Université de Montréal, il en sort diplômé en journaliste un an plus tard en 1934.
Il crée avec Paul Beaulieu, en 1934, La Relève (le journal des étudiants) qui devient la Nouvelle Relève en 1941 et qu'il dirige jusqu'en 1948.
En 1940, il fonde avec Claude Hurtubise les Éditions de l'Arbre qu'ils président jusqu'en 1948, année de sa fermeture.
En 1949, il reprend son ancien métier de journaliste et devient adjoint au directeur de l'information à La Presse (journal canadien).
Sa sépulture est située dans le Cimetière Notre-Dame-des-Neiges, à Montréal.
Le fonds d'archives de Robert Charbonneau est conservé au centre d'archives de Montréal de Bibliothèque et Archives nationales du Québec.

## Œuvre

### Romans
- Ils posséderont la terre, Éditions de l'Arbre, Le Serpent d'airain (1941) ; réédition, Bibliothèque québécoise, 2001
- Fontile, Éditions de l'Arbre (1945)
- Les Désirs et les Jours,  Éditions de l'Arbre (1948)
- Aucune créature, Éditions Beauchemin (1961)
- Chronique de l'âge amer, Éditions du Sablier (1967)

### Autres publications
- Connaissance du personnage, Éditions de l'Arbre (1944)
- Petits poèmes retrouvés, Éditions de l'Arbre (1945)
- La France et nous, Éditions de l'Arbre (1947 ?) ; réédition, Bibliothèque québécoise, 1993
- Robert Charbonneau et la création romanesque, les Éditions du Lévrier (1948)
- Aucun chemin n'est sûr..., XYZ éditeur (1990), republication d'une nouvelle, précédé d'une étude de Pierre Salducci (signée Pierre Vuillemin-Salducci) : "Robert Charbonneau, le doute et le secret".

## Honneurs
- 1942 - Prix Athanase-David
- 1946 - Prix Ludger-Duvernay
- 1965 - Médaille Pierre-Chauveau
- Membre de l'Académie des lettres du Québec

## Études
La professeure d'université et chercheuse en littérature québécoise Madeleine Ducrocq-Poirier a consacré un ouvrage très complet à Robert Charbonneau publié en 1972 aux éditions Fides.
1972 - Robert Charbonneau, Coll. Écrivains canadiens d'aujourd'hui, éditions Fides, 191 p., Montréal (1972)
Le critique littéraire Pierre Salducci, également chercheur en littérature québécoise, a réédité une nouvelle introuvable de Robert Charbonneau "Aucun chemin n'est sûr..." précédé d'une étude "Robert Charbonneau, le doute et le secret" en 1990, aux éditions XYZ à Montréal.